# Kargopol
Kargopol (oroszul: Каргополь) város Oroszország Arhangelszki területén, a Kargopoli járás székhelye.
Lakossága: 10 214 fő (a 2010. évi népszámláláskor).
Neve feltehetően a finn karhu ('medve') és puoli ('oldal') szavak összetételéből keletkezett.

## Földrajz

### Éghajlat
| Hónap                           | Jan.  | Feb.  | Már.  | Ápr.  | Máj. | Jún. | Júl. | Aug. | Szep. | Okt.  | Nov.  | Dec.  | Év    |
| ------------------------------- | ----- | ----- | ----- | ----- | ---- | ---- | ---- | ---- | ----- | ----- | ----- | ----- | ----- |
| Rekord max. hőmérséklet (°C)    | 3,8   | 5,2   | 12,9  | 25,8  | 28,9 | 35,1 | 34,0 | 32,8 | 26,1  | 20,0  | 9,9   | 7,6   | 35,1  |
| Átlagos max. hőmérséklet (°C)   | −8,1  | −6,4  | −0,1  | 7,5   | 15,2 | 20,2 | 22,7 | 19,4 | 13,1  | 5,6   | −1,7  | −5,6  | 6,9   |
| Átlaghőmérséklet (°C)           | −11,7 | −10,2 | −4,6  | 2,6   | 9,5  | 14,7 | 17,5 | 14,6 | 9,4   | 3,1   | −4,2  | −8,7  | 2,7   |
| Átlagos min. hőmérséklet (°C)   | −15,2 | −13,9 | −9,1  | −2,3  | 3,9  | 9,1  | 12,2 | 9,8  | 5,6   | 0,6   | −6,6  | −11,7 | −1,4  |
| Rekord min. hőmérséklet (°C)    | −44,2 | −39,0 | −33,7 | −20,7 | −7,3 | −2,3 | 1,2  | −1,4 | −7,4  | −16,1 | −31,8 | −37,9 | −44,2 |
| Átl. csapadékmennyiség (mm)     | 41    | 33    | 35    | 34    | 55   | 66   | 76   | 84   | 62    | 60    | 55    | 52    | 653   |
| Forrás: meteolabs.ru: Каргополь |       |       |       |       |      |      |      |      |       |       |       |       |       |

## Fekvése
Az Arhangelszki terület délnyugati részén, Arhangelszktől 427 km-re, az Onyega folyó bal partján helyezkedik el. A legközelebbi vasútállomás a 79 km-re fekvő Nyandoma, a Vologda–Arhangelszk  vasúti fővonalon. Szintén Nyandomán át, a P-2 jelű közúttal kapcsolódik az Arhangelszk–Vologda–Moszkva (M-8-as „Holmogori”) autóúthoz. Nyandomába autóbuszjárat közlekedik. Közút vezet a karéliai Pudozs és a Vologdai területen lévő Vityegra felé, valamint északnyugat felé Pleszeckbe is. 
A járás fő vízi útja, az Onyega 5 km-re a várostól, a Lacsa-tóból indul útjára, de Kargopolnál nincs hajóközlekedés. A várostól nyugatra található, kis gépek fogadására alkalmas repülőtér az 1990-es évek óta nem működik.

## Története
Hivatalosan 1146-ot tartják Kargopol alapítási évének. Vjacseszlav belozerszki fejedelem itt pihent meg visszatérőben a finnugor csugyok ellen vezetett hadjáratából. Írott források az 1380. évvel kapcsolatban említik először. A parton épült erőd a Fehér-tó és a Fehér-tenger közötti vízi utat ellenőrizte, és akkoriban szárazföldi útvonal még nem is létezett. 1478-ban Novgoroddal együtt Kargopol is a moszkvai állam része lett. Virágkorát a 16-17. században, az Onyega folyón zajló élénk kereskedelem idején élte. Jelentősége a 18. században gyorsan csökkent, mert Szentpétervár felépülése után a kereskedelmi útvonalak már elkerülték. 1765-ben legnagyobb része leégett, a keletkezésére vonatkozó iratok a levéltárral együtt elpusztultak. Újjáépítéséhez II. Katalin orosz cárnő jókora összeget utalt ki, hálából tiszteletére a központban harangtornyot emeltek. 1776-ban közigazgatási székhely és város lett. A 19. század végén kiépített Vologda–Arhangelszk vasútvonal messze elkerülte, ami további fejlődését hátrányosan érintette.  

## Műemlékek városa
Elsősorban műemlékek városaként nevezetes, bár a turistautak általában elkerülik. A szovjet korszak építkezései a városközpontot csak kevéssé érintették. 
A Kargopoli Állami Építészettörténeti és Művészeti Múzeum elődjét 1919-ben alapították. 40 000 db-ot meghaladó mai kollekcióinak alapját egy helyi antikvárius adománya képezte. 1928-tól 1992-ig helytörténeti múzeumként működött, azután építészeti és művészeti múzeummá szervezték át. 2001-ben az Arhangelszki terület állami fenntartású múzeuma lett. A város régi templomépületei a múzeumhoz tartoznak, és az intézmény kezelésében áll néhány falusi fatemplom is. 

### Templomai
- Legrégibb, központi temploma a Rozsgyesztvo Hrisztova- (Krisztus születése-) székesegyház (1552–1562); a városközpontban, a Szobornaja (Székesegyház-) téren álló székesegyházat IV. Iván orosz cár idején emelték, azóta többször átalakították, de így is megőrizte középkori jellegét
- Blagovescsenszkij- (Angyali üdvözlet-) templom (1692–1729); a déli városrészben, a régi piactéren található
- Vvegyenszkij- (Mária bemutatása-) templom; a 19. század első évtizedében keletkezett, az 1765. évi tűzvészben leégett épületek helyén emelték
- Troickij- (Szentháromság-) templom (1790–1802); a klasszicista stílusú épület eredetileg ötkupolás volt, az 1878. évi tűz után egyetlen széles kupolával fedték le, a kupoladobot körben kis ablakok sora díszíti
- Zoszima és Szavvatyij-templom (1819; a Szoloveckij-kolostor két, szentté avatott szerzetesének szentelve); a 19. században emelt épület hangverseny- és kiállítóteremként szolgál; állandó kiállításán a Kargopol környéki 16–19. századi egyházművészet emlékeit mutatják be
- A magában álló harangtornyot (1778) II. Katalin cárnő tiszteletére emelték, aki nagy összeggel segítette az 1765. évi tűzvészben leégett város újjáépítését.